# سام ويتنغهام
سام ويتنغهام (بالإنجليزية: Sam Whittingham)‏ (1884 في المملكة المتحدة - ) هو لاعب كرة قدم بريطاني (وحمل سابقاً جنسية المملكة المتحدة لبريطانيا العظمى وأيرلندا) في مركز الوسط. لعب مع بورت فايل وستوك سيتي ونادي بلاكبول ونادي كرو ألكساندرا وهدرسفيلد تاون.